# Mario Vecchi
Mario Vecchi (Rieti, 4 de septiembre de 1957) es un deportista italiano que compitió en judo. Ganó dos medallas en el Campeonato Europeo de Judo en los años 1982 y 1983.
Participó en dos Juegos Olímpicos de Verano en los años 1976 y 1984, su mejor actuación fue un decimoctavo puesto logrado en Los Ángeles 1984 en la categoría de –86 kg.

## Palmarés internacional
| Campeonato Europeo | Campeonato Europeo | Campeonato Europeo | Campeonato Europeo |
| Año                | Lugar              | Medalla            | Categoría          |
| ------------------ | ------------------ | ------------------ | ------------------ |
| 1982               | Rostock (RDA)      | Medalla de plata   | –86 kg             |
| 1983               | París (Francia)    | Medalla de bronce  | –86 kg             |